# Wolfgang Leuthner
Wolfgang Leuthner OSB (* 7. Februar 1744 in Scharnstein; † 23. Februar 1812 im Kremsmünster) war Benediktiner und Abt des Stiftes Kremsmünster.

## Leben
Leuthner wurde in Scharnstein geboren und studierte am Stiftsgymnasium Kremsmünster. Er legte am 11. November 1762 seine Profess ab. Nach der Priesterweihe 1768 und seiner Primiz am 1. Mai 1768 wurde er Kooperator in Weißkirchen, 1772 bis 1775 Gymnasiallehrer und akademischer Professor der Rechtskunde. Anschließend war Leuthner Pfarrer in Kirchberg und zugleich ab 1787 Prior bis 1793, danach Pfarrer in Thalheim. Am 23. Juli 1800 wurde er zum Abt gewählt. Die Benediktion fand am 25. Juli 1800 durch Joseph Anton Gall statt. Während seiner Amtszeit hatte er schwere Zeiten zu bestehen, sodass er nach mehreren Schlaganfällen resignieren wollte, konnte aber von seinen Mitbrüdern davon abgebracht werden. Er bekleidete das Amt bis zu seinem Tod am 23. Februar 1812. Seine letzten Worte waren laut Chronik die Erklärung eines Schuldennachlasses einer verarmten adeligen Familie.

## Wirken
Abt Wolfgang Leuthner war „ein wahrhaft frommer, gutherziger Mann, der sich als besorgter, liebevoller Hausvater den Seinigen zeigte“ (Zitat: P. Wolfgang Dannerbauer, 1877). Sein Bestreben war, das Ordenshaus im besten Zustand zu erhalten und die Wissenschaften und Ökonomie zu fördern. Zu seinen Leistungen zählt u. a. das Aufheben der Selbstverköstigung der Kapitulare, welches 1787 eingeführt wurde und die Eröffnung einer theologischen Hauslehranstalt. Weiters durften nun unter ihm Stiftskleriker nach dem 21. Lebensjahr die Ordensgelübde ablegen, wenn sie 3 Jahre im Kloster zugebracht hatten, während sie bisher seit 1781 erst nach vollendetem Studium das Noviziat und danach die Profess ablegen konnten. Während seiner Amtszeit legten 43 Kapitulare die Profess ab, 41 starben.

## Veränderungen im Konvikt, Gymnasium und Sternwarte
Im Jahre 1804 wurde das Konvikt mit 3 Abteilungen eröffnet. Der Bau kostete 10 000 Gulden. Das 1666 gebaute Stiftstheater wurde abgebrochen, die Stiftskanzleien verlegt und das Gymnasium an die Stelle der ehemaligen akademischen Wohnung im Gasttrakt verlegt.
Seit 1741 dauerte das Studium am Gymnasium 6 Jahre, wurde aber 1777 auf 5 Jahre verkürzt, wobei 1805 zu den 5 Gymnasialprofessoren ein zusätzlicher Religionslehrer bestellt wurde. Unter Abt Leuthner wurde nun 1808 ein Fächerplan und eine „Grammatikalklasse“ eingeführt. Weiters wurde die schon 1704 vorhandene Gymnasialbibliothek 1810 wieder eröffnet und die Studentenkapelle renoviert. Die vorhandenen wissenschaftlichen Sammlungen (v. a. die Vogel- und Mineraliensammlung) wurden in die Sternwarte übertragen.

## Franzoseneinfälle und finanzieller Ruin
Während der Einfälle der Franzosen durch Napoleon I. in den Jahren 1800, 1805 und 1809 flüchtete Abt Wolfgang jedes Mal mit den wichtigsten Urkunden und Kunstgegenständen nach Wien und Preßburg. Während dieser langen und kostspieligen harten Zeit sanken die Finanzkräfte des Stiftes, sodass 1812 die Herrschaften Biberbach und Weier verkauft werden mussten, um dem finanziellen Ruin zu entgehen. Trotz dieser harten Zeiten – so berichten die Chroniken – hat Abt Leuthner den Bürgern 8000 Gulden an Nachlässen gewährt.

## Bautätigkeit

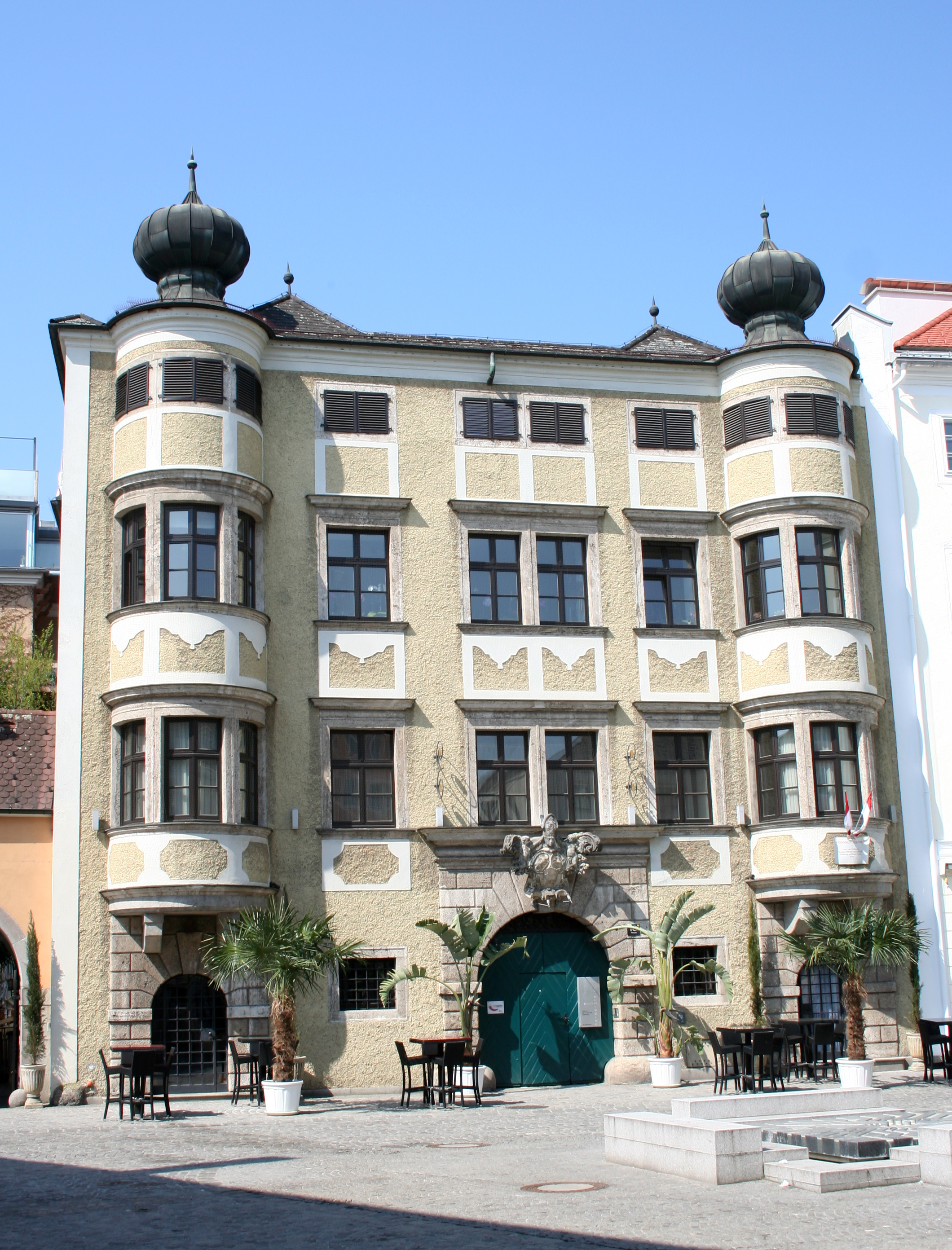
Ehem. Kremsmünsterer Stiftshaus

Neben der Veränderung am Konviktsgebäude wurde unter Abt Wolfgang Leuthner das in der Altstadt in Linz gelegene Kremsmünsterer Stiftshaus wieder aufgebaut, nachdem es am 15. August 1800 durch Feuer zerstört wurde. Die Frauenkapelle wurde 1801 renoviert und bekam ein Hochaltarbild. Außerdem wurden die Kirchtürme wieder mit Kupfer eingedeckt.